# دو (فیلم ۲۰۰۴)
دو (به هندی: Dev) فیلمی محصول سال ۲۰۰۴ و به کارگردانی گوویند نیهلانی است. در این فیلم بازیگرانی همچون آمیتاب باچان، فردین خان، کارینا کاپور، اوم پوری، آمریش پوری، راتی آگنیهوتری ایفای نقش کرده‌اند.